# Luka Mladenović
Luka Mladenović –en serbio, Лука Младеновић– (4 de marzo de 2002) es un deportista serbio que compitió en remo como timonel. Ganó una medalla de bronce en el Campeonato Mundial de Remo de 2015, en la prueba de dos con timonel.

## Palmarés internacional
| Campeonato Mundial | Campeonato Mundial     | Campeonato Mundial | Campeonato Mundial |
| Año                | Lugar                  | Medalla            | Prueba             |
| ------------------ | ---------------------- | ------------------ | ------------------ |
| 2015               | Aiguebelette (Francia) | Medalla de bronce  | Dos con timonel    |